# 袁勵杰
袁勵杰（1878年—？），榜名袁凱，字寄萊，順天府宛平縣人，原籍江蘇武進，中國近代政治人物。

## 生平
袁勵杰出生於光緒四年（1878年）六月二十八日。光緒二十三年（1897年）丁酉科拔取优貢，同年中順天鄉試舉人。署敘州府長寧縣知縣。光緒二十九年（1903年）充任癸卯恩科四川鄉試同考官。欽加四品銜，賞戴花翎。中華民國成立後，歷任順義、寧河、涿縣、香河、昌平等縣知事。後又任山東昌樂、臨清、膠縣、桓台等縣縣長。曾獲授三等嘉禾章、三等寶光嘉禾章。

## 家庭
袁勵杰出身於毘陵袁氏世家，祖父袁績懋爲道光二十七年（1847年）榜根，父親袁學昌官至湖南提法使，胞兄袁勵準爲光緒二十四年（1898年）進士。母親曾懿則是清末女作家、名醫。他的夫人秦氏是安徽壽州知州秦霖之女。另有側室郭氏、易氏。其子袁行霈爲古典文學專家，北京大學教授、中央文史研究館館長。